# Fabrice Pancrate
Fabrice Pancrate (París, 2 de maig de 1980) és un exfutbolista professional francès, que ocupava la posició de davanter.
Després d'iniciar-se als modestos Louhans-Cuiseaux i Guingamp, el 2002 aplega a Le Mans, on juga 64 partits i marca vuit gols. Dos anys després recala al Paris Saint-Germain FC, amb qui disputaria 91 partits i marcaria 10 gols. El club de la capital el cediria en dues ocasions, el 2007 al Reial Betis, de la primera divisió espanyola i la 07/08 al Sochaux. A la tardor del 2009 es desvincula del Paris Saint-Germain i fitxa pel Newcastle United FC, recent descendit a la Football League Championship, el segon nivell del futbol anglès.